# Аряшское муниципальное образование
Аря́шское муниципальное образование — упразднённое в 2013 году муниципальное образование в составе Новобурасского района Саратовской области. Административный центр — село Аряш. В состав поселения входило 7 населённых пунктов — 5 сёл, 1 деревня, 1 хутор.
Законом Саратовской области от 24 апреля 2013 года № 68−ЗСО Аряшское и Тепловское муниципальные образования преобразованы путём их объединения во вновь образованное муниципальное образование «Тепловское муниципальное образование Новобурасского муниципального района Саратовской области» наделённое статусом сельского поселения.

## Населённые пункты
- село Аряш — административный центр;
- село Воронцовка;
- село Радищево;
- село Тарханы;
- село Чернышёвка;
- деревня Екатериновка;
- хутор Орлов;